# ژنویو دوگل
ژنویو دوگل (فرانسوی: Geneviève de Gaulle-Anthonioz‎؛ ۲۵ اکتبر ۱۹۲۰ – ۱۴ فوریهٔ ۲۰۰۲) یکی از اعضای مقاومت فرانسه و سیاستمدار اهل فرانسه بود.
عموی وی ژنرال شارل دو گل بود.
وی همچنین برندهٔ جوایزی همچون صلیب جنگ ۱۹۴۵–۱۹۳۹ (فرانسه) و لژیون دونور (صلیب بزرگ) شده‌است.